# Carrer del Camí Reial
El Carrer del Camí Reial és una obra de Sant Joan de Mollet (Gironès) inclosa a l'Inventari del Patrimoni Arquitectònic de Catalunya.

## Descripció
És un carrer de ocupa l'antic Camí Reial al seu pas per Sant Joan de Mollet. Es tracta d'un conjunt d'habitatges entre mitgeres que ocupen les dues bandes de carrer. La façana del carrer que dona a sud presenta un major unitat tipològica. En general són edificis de planta baixa i pis, amb una estructura de tres crugies i accés central. La planta baixa és coberta amb volta i a la façana hi ha un petit balcó sobre la porta principal, aquesta té forma d'arc rebaixat. La façana que dona a nord és menys unitària i té algunes edificacions de construcció més antiga.
Per aquest carrer hi passava el traçat de l'antic Camí Reial de Girona a Palamós. Amb l'actual traçat de la carretera aquest sector ha quedat sensiblement marginat. Recentment s'estan fent algunes construccions que deterioren el conjunt.